# Schelling akaratfogalma
Schelling a klasszikus német filozófia (és a legjelentősebb német idealista filozófusok) – Kant–Fichte–Schelling–Hegel – alkotta sorba tartozó kiemelkedő gondolkodó volt.
Schelling akaratfogalmával egyfajta gondolkodásbeli változás kezdődik, amely nem csak tudomást vesz a homályos, alacsonyabb rendű törekvésekről, hanem egyenesen azt teszi meg alapnak, de legalábbis a szellem alapjának.
Schelling kétféle akaratról beszél: megkülönbözteti az önös akaratot, amely önmagában sötét és vak, az értelem egyetemes akaratától, amely az előbbit felhasználja, és a fénybe emeli. Az önös akarat fénybe emelése során ősakarattá változik át. Ez az az akarat, amely az őslétet jelenti, az örökkévalóságot, a legmagasabbrendű kifejezést.  Schelling egyértelmű feleletet ad arra nézve, hogy mi az az alap, amelyen felépül az ész, az értelem: „az értelem-nélküliből született meg, jött világra a szó tulajdonképpeni értelmében vett értelem.”  Ez az értelem-nélküli nem lehet más, mint az ösztönök, a törekvés, a vágyakozás. Ezek tehát a természet ön-tudatlan folyamatainak az eredményei, amelyek az értelem-nélküli természeti erőt képzik. Az akarat pedig már ezen a szinten megjelenik: „ez a vágyakozás, a maga számára valóan tekintve akarat is; de olyan akarat, amelyben nincs értelem.”  Az értelem-nélküliben már realizálódik az akarat – egyelőre csak öntudatlan formában –, „a sejtő akarat, amelynek sejtelme az értelem”.  A nem-tudatos akarat az az eredeti létalap, amely már eleve magában rejti az értelem akaratát is, amely ugyanakkor, ellentétben az értelem-nélküli akaratával, önálló és tökéletes: „az értelem tulajdonképpen akarat az akaratban.”  Ha a természeti erő ösztön, törekvés, akkor az ésszel sajátos kapcsolatban áll. Az értelem, annak ellenére, hogy gyengébb, képes felülemelkedni az értelem-nélkülin. Schelling mindezzel egyrészről előkészíti az akarat mint az ésszel szembenálló hatalom modern fogalmát,  másrészről ennek kapcsán egyenesen antropológiai fordulatról lehet szó,  amely újraértelmezi az ember rendeltetését. Ezt a gondolkodásban beálló változást két olyan szerző tanúsítja majd, akiknél meghatározó szerepe van az akarat fogalmának: Schopenhauer és Nietzsche.